# 中嶋隆
中嶋 隆（なかじま たかし、1952年 - ）は、日本の国文学者・小説家。専門は日本近世文学、特に井原西鶴をはじめとした浮世草子。学位は、文学博士（早稲田大学・論文博士・1997年）（学位論文「初期浮世草子の研究」）。早稲田大学名誉教授。

## 人物
長野県小諸市生まれ。都立九段高校を経て、1977年早稲田大学第一文学部日本文学専攻卒業、1978年同大学文学研究科博士前期課程修了、1984年同大学院博士課程。同年11月、第16回窪田空穂賞受賞。1985年大谷女子大学日本文学科専任講師に着任。横浜国立大学助教授（1988年 - 1995年）を勤め、1995年早稲田大学教育学部助教授、1996年同教授。1996年「初期浮世草子の研究」で文学博士の学位を取得。2023年、早稲田大学を定年退職。
NHK Eテレ「古典への招待」講師を務めたほか、2007年『廓の与右衛門控え帳』で第8回小学館文庫小説賞を受賞し、作家デビュー。

## 著書

### 単著
- 『世間子息気質・世間娘容気 江戸の風俗小説』（社会思想社 1990）
- 『西鶴と元禄メディア その戦略と展開』（日本放送出版協会 NHKブックス 1994）
- 『初期浮世草子の展開』（若草書房 1996）
- 『西鶴と元禄文芸』（若草書房 2003）
- 『廓の与右衛門控え帳』（小学館 2007）、のち小学館文庫
- 『新版 西鶴と元禄メディア その戦略と展開』（笠間書院 2011）
- 『西鶴に学ぶ 貧者の教訓・富者の知恵』（創元社 2012）
- 『はぐれ雀』（小学館 2014）- 縄田一男の書評あり[6]
- 『補陀落ばしり物語』（ぷねうま舎 2020）
- 『西鶴「誹諧独吟一日千句」研究と註解』（文学通信 2023）
- 井原西鶴『好色一代男』（光文社古典新訳文庫 2023）
- 井原西鶴『世間胸算用』（光文社古典新訳文庫 2024）

### 共編
- 『くずし字速習帳 近世版 本篇』兼築信行共編（早稲田大学文学部 2005）
- 『21世紀日本文学ガイドブック 4 井原西鶴』編（ひつじ書房 2012）
- 『シリーズ日本人と宗教　生と死』島薗進ほか編（春秋社 2015）
- 『ことばの魔術師西鶴　矢数俳諧再考』篠原進共編（ひつじ書房 2016）

### 校訂
- 『都の錦集』校訂 （国書刊行会 叢書江戸文庫 1989）
- 『初期浮世草子』1-2 編（古典文庫 1992-94）
- 『浮世祝言揃 元禄3年板』解題翻刻 （太平書屋 古版好色本選集 2010）
- 『好色日用食性 元禄5年以前板』解題翻刻（太平書屋 古版好色本選集 2011）
- 『好色春の明ほの 元禄六年板』解題翻刻（太平書屋 古版好色本選集 2012）

### 分担執筆
- 『新視点による西鶴への誘い』谷脇理史・広嶋進編（清文堂 2011）
- 『もう一つの日本文学史』国文学研究資料館編（勉誠社 2016）
- 『古典文学の常識を疑う』松田浩ほか編（勉誠出版 2017）
- 『浮世草子大事典』長谷川強監修・『浮世草子大事典』編集委員会編（笠間書院 2017）